# Mistrovství československé republiky 1951
Tento článek pojednává o událostech jednoho ze soutěžních ročníků Československé fotbalové ligy. Tento ročník se opět hrál systémem „Jaro-podzim“. Z toho vyplývá, že se soutěž odehrává během jednoho roku. Tento ročník se odehrál pod názvem Mistrovství československé republiky 1951. Jednalo se o celkově 26. ročník československé ligy (včetně 6 ročníku v období protektorátu). Titul z předchozích dvou ročníků se podařilo obhájit slovevenskému Sokol NV Bratislava (dnešní Slovan Bratislava). Byl to jeho 3. mistrovský titul. Soutěž se opět hrála v počtu čtrnácti členů. Nováčky ročníku byly Svit Gottwaldov a OKD Ostrava.
Zajímavostí je, že poprvé v historii sestoupila SK Slavia Praha (v té době Dynamo Slavia Praha).
Tento ročník začal v sobotu 10. března 1951 v Praze zápasem mezi domácí Spartou ČKD Sokolovo a Svitem Gottwaldov (2:1) a skončil v neděli 3. prosince téhož roku zbývajícími dvěma zápasy 26. kola.

## Konečná tabulka soutěže
| Poř. | Tým                  | Z  | V  | R | P  | VG | OG | TP  | B  |
| ---- | -------------------- | -- | -- | - | -- | -- | -- | --- | -- |
|      | Sokol NV Bratislava  | 26 | 14 | 5 | 7  | 58 | 36 | +22 | 33 |
| 2.   | Sparta ČKD Sokolovo  | 26 | 13 | 7 | 6  | 63 | 42 | +21 | 33 |
| 3.   | Dynamo ČSD Košice    | 26 | 15 | 3 | 8  | 51 | 49 | +2  | 33 |
| 4.   | Vítkovické železárny | 26 | 13 | 3 | 10 | 55 | 52 | +3  | 29 |
| 5.   | ATK Praha            | 26 | 12 | 4 | 10 | 50 | 53 | -3  | 28 |
| 6.   | ČSSZ Dukla Prešov    | 26 | 9  | 9 | 8  | 45 | 37 | +8  | 27 |
| 7.   | OKD Ostrava          | 26 | 12 | 3 | 11 | 42 | 41 | +1  | 27 |
| 8.   | Sokol Škoda Plzeň    | 26 | 11 | 5 | 10 | 45 | 48 | -3  | 27 |
| 9.   | Slovena Žilina       | 26 | 11 | 4 | 11 | 48 | 46 | +2  | 26 |
| 10.  | Vodotechna Teplice   | 26 | 10 | 5 | 11 | 50 | 56 | -6  | 25 |
| 11.  | Dynamo Slavia Praha  | 26 | 11 | 2 | 13 | 60 | 62 | -2  | 24 |
| 12.  | Svit Gottwaldov      | 26 | 9  | 5 | 12 | 62 | 50 | +12 | 23 |
| 13.  | Železničáři Praha    | 26 | 7  | 6 | 13 | 52 | 58 | -6  | 20 |
| 14.  | ČKD Dukla Karlín     | 26 | 2  | 5 | 19 | 25 | 76 | -51 | 9  |

## Rekapitulace soutěže
| Československá Fotbalová liga 1951                | |
|                                                   | |
| Ocenění                                           | |
| Vítěz                                             | Sokol NV Bratislava (3. titul) |
| Pohyb v soutěži                                   | |
| Sestupující do Krajského přeboru                  | Dynamo Slavia Praha → KP ÚNV Praha Svit Gottwaldov → KP Gottwaldov Železničáři Praha → KP ÚNV Praha ČKD Dukla Karlín → KP ÚNV Praha |
| Postupující do I. ligy (semifinalisté čs. poháru) | MEZ Židenice Armaturka Ústí nad Labem SONP Kladno Kovosmalt Trnava                                                                  |
| Nejlepší střelec                                  | |
| Alois Jaroš - ( Vodotechna Teplice) - 16 gólů     | |
| Josef Majer - ( Svit Gottwaldov) - 16 gólů        | |

## Vývoj v názvech českých a slovenských klubů
| Po sezoně 1951 - Sokol Škoda Plzeň Sokol ZVIL Plzeň - Vodotechna Teplice Ingstav Teplice - OKD Ostrava DSO Baník Ostrava - ČSSZ Dukla Prešov ČSSZ Prešov |

## Soupisky mužstev

### Sokol NV Bratislava
Ján Plško (-/0/-),
Theodor Reimann (-/0/-) –
Ján Arpáš (-/1),
Jozef Baláži (-/5),
Michal Benedikovič (-/0),
Dezider Cimra (-/0),
Igor Fillo (-/1),
Jozef Gögh (-/0),
Ján Greššo (-/1),
Vlastimil Hlavatý (-/7),
Arnošt Hložek (-/0),
Jozef Jajcaj (-/0),
Juraj Kadlec (-/0),
Božin Laskov (-/7),
Anton Malatinský (-/14),
František Skyva (-/7),
Vojtech Skyva (-/1),
Jozef Steiner (-/0),
Ladislav Steiner,
Gejza Šimanský (-/1),
Viktor Tegelhoff (-/4),
Bohdan Ujváry (-/4),
Vladimír Venglár (-/2),
Michal Vičan (-/1),
Juraj Záleský –
trenéři Karol Bučko a Leopold Šťastný

### ČKD Sokolovo Praha
Karel Čapek (3/0/-),
Zdeněk Roček (-/0/-) –
Jaroslav Bílek (-/4),
Václav Blažejovský (-/0),
Jaroslav Borovička (-/9),
Jaroslav Cejp (-/12),
Jiří Hejský (-/6),
Jan Hertl (-/0),
Oldřich Kohout (-/0),
Ladislav Koubek (-/0),
Miloslav Kupsa (-/0),
Ladislav Ledecký (-/0),
Josef Ludl (-/0),
Oldřich Menclík (-/0),
Miloslav Nádeník (-/0),
Arnošt Pazdera (-/7),
Vlastimil Preis (-/11),
Antonín Rýgr (-/13),
Karel Senecký (-/0),
Karel Sirotek (-/1),
František Šafránek (-/0),
Karel Trnka (2/0),
Miroslav Zuzánek (-/0) –
trenér Erich Srbek

### Dynamo ČSD Košice
Ladislav Beller (-/0/-),
Zoltán Doboš (-/0/-),
František Matys (-/0/-),
Jozef Vaško (-/0/-) –
Karol Dobay (-/4),
František Feczko (24/3),
Ján Gajdoš (-/7),
František Greškovič (-/11),
Jozef Hučka (-/0),
Andrej Iľko (-/0),
... Kačmarik (-/0),
František Kachlík (-/1),
Vojtech Miškovský (-/0),
Ondrej Nepko (-/4),
Ján Polgár (-/7),
Alexander Pollák (-/7),
Ladislav Putyera (-/7),
Július Vaško (-/0),
Rudolf Zibrínyi (-/0) –
trenéři Arpád Regecký a Alexander Ivanko

### Vítkovice železárny
Josef Petruška (26/0/3) –
Josef Bican (18/7),
Vladimír Bouzek (-/8),
Vasil Buchta (-/0),
Zdeněk Crlík (-/6),
Jan Číž (-/5),
Ota Fischer (-/0),
Karel Machotka,
Alexandr Markusek (-/0),
Karel Piatkevič (-/0),
Alois Pszczolka (-/1),
Karel Radimec (-/0),
Eduard Remiáš (-/0),
Jaroslav Skokan (-/6),
Jiří Starosta (-/1),
Zdeněk Šreiner (-/1),
Eduard Tomana (-/1),
Ludvík Urbanec (-/0),
Jaroslav Vejvoda (-/15),
Milan Zahel (-/3) –
trenér Štefan Čambal

### ATK Praha
Jan Benedikt (-/0/-),
Jaromír Kolda (-/0/-),
Václav Pavlis (-/0/-),
Karel Randáček (-/0/-) –
Pavel Antl (-/1),
Slavomír Bartoň (9/0),
Jozef Beňuš (-/...),
Bohuslav Bílý (-/10),
František Bragagnolo (-/5),
Alois Copek (-/2),
Rudolf Cypris (-/1),
Jozef Eliášek (1/0),
Jan Fábera (-/0),
Ladislav Fišer (-/0),
Jozef Gašparík (-/0),
Jozef Gögh (-/0),
Jan Hertl (-/0),
Josef Hlobil (-/0),
Štefan Ištvanovič (-/3),
Vojtech Jankovič (-/0),
Josef Král (-/1),
Ladislav Labodič (-/0),
Radovan Macek (-/8),
Karel Mach (-/0),
Emil Pažický (-/10),
Svatopluk Pluskal (-/0),
Jiří Provalil (-/0),
Vojtech Skyva (-/1),
Miloš Svoboda (-/...),
Antonín Šolc (-/5),
Karel Tomáš (-/3),
Jiří Zamastil (6/3) –
trenér Ladislav Ženíšek

### Dukla Prešov
Vladimír Mrlina (16/0/-),
Gejza Sabanoš (-/0/-),
Ladislav Vankovič (-/0/-) –
Eduard Ciulis (-/1),
Ján Karel (25/0),
Jozef Karel (-/3),
Ladislav Kassay (-/0),
Jozef Kuchár (-/3),
František Kušnír (-/6),
Pavol Maxinčák (-/0),
... Molnár (-/0),
Ladislav Pavlovič (20/5),
Rudolf Pavlovič (18/2),
Ján Sabol (-/0),
František Semeši (-/4),
Gejza Šimanský (-/9),
Gejza Tesár (-/0),
... Tobiáš (-/0),
Rudolf Vido (-/12) –
hrající trenér Jozef Karel

### OKD Ostrava
Jaroslav Aniol (-/0),
Václav Kojecký (4/0),
Václav Morávek (-/0) –
Arnošt Běla (-/1),
Ladislav Brada (-/1),
Drahomír Broskevič (-/9),
Ladislav Čagala (-/4),
František Drga (-/5),
Oldřich Foldyna (-/0),
František Kaločík (-/0),
Ladislav Krol (-/0),
Svatopluk Míček (-/2),
Milan Michna (-/1),
Ladislav Reček (-/0),
Josef Sousedík (-/1),
Zdeněk Starostka (-/4),
Jaroslav Šimonek (-/0),
Miroslav Wiecek (-/13) –
trenér Rudolf Vytlačil

### Sokol Škoda Plzeň
Emil Folta (26/0/8) –
František Beránek (-/1),
Jaroslav Böhm (-/1),
Josef Brand (-/0),
Josef Honomichl (-/2),
Jaroslav Hrabák (-/1),
Zdeněk Hyťha (-/0),
... Kříž (-/0),
... Matouš (-/0),
Dalibor Mikeš (-/3),
Vladimír Perk (-/6),
Rudolf Sloup (-/1),
Zdeněk Sloup (-/13),
Karel Süss (-/1),
Emil Svoboda (-/6),
Václav Svoboda (-/0),
Ladislav Šamberger (-/3),
Josef Šnajdr (-/2),
... Švajgr (-/0),
Jindřich Švajner (-/5) –
trenér ...

### Slovena Žilina
Ján Danko (26/0/5) –
Gustáv Bánovec (-/0),
Jozef Barčík (-/...),
Ján Blažko (-/1),
Ladislav Ganczner (-/0),
Vladimír Holiš (-/1),
Karel Kocík (-/5),
Anton Kopčan (-/0),
Anton Krásnohorský (-/1),
Anton Moravčík (-/8),
László Németh (-/1),
Milan Rovňan (-/1),
Emil Stalmašek (-/6),
Vladimír Šteigl (-/8),
Ľudovít Šterbák (-/0),
Oldřich Šubrt (-/14),
Boris Timkanič (-/0),
Ján Urbanič (-/0),
Vojtech Zachar (-/1) –
trenér Alexander Bartosiewicz

### Vodotechna Teplice
František Cypris (21/0/1),
Vlastimil Havlíček (7/0/2) –
Vlastimil Chobot (19/2),
Oldřich Chudoba (5/0),
Josef Janík (6/0),
Alois Jaroš (26/16),
Josef Kadeřábek (21/0),
Jaroslav Kovařík (13/4),
Miloslav Malý (23/5),
Josef Masopust (25/3),
Ladislav Novák (24/0),
J... Nový (1/0),
Jiří Pacenhauer (7/0),
Josef Pravda (22/7),
Josef Říha (22/7),
Josef Sýkora (25/0),
Josef Vostrý (25/6) –
trenér Rudolf Krčil

### Dynamo Slavia Praha
André Houška (-/0/-),
Alois Jonák (-/0/-) –
Ladislav Bouček (-/0),
Antonín Bradáč (-/0),
Jaroslav Brejcha (-/0),
Karel Čapek (-/2),
František Fiktus (-/13),
František Hampejs (-/0),
Ota Hemele (-/4),
Ladislav Hlaváček (-/10),
Ladislav Hubálek (-/5),
Josef Huml (-/0),
František Ipser (-/1),
Jaroslav Jareš (-/2),
Jiří Ječný (-/0),
Stanislav Jelínek (-/0),
Miloslav Kammermayer (-/0),
Ladislav Kareš (-/5),
Antonín Kořínek (-/0),
Otto Gronwel (-/0),
Martin Kulhánek (-/0),
Vladimír Louthan (-/0),
Gustav Nejedlý (-/0),
Rudolf Šmejkal (-/0),
Miloš Štádler (-/5),
Jiří Trnka (-/0),
Bohumil Trubač (-/3),
Ivo Urban (-/0),
Miloš Urban (-/5),
František Veselý (-/1),
František Vlk (-/4) –
trenér Vilém König

### Svit Gottwaldov
František Dvořák (5/0/-),
Ladislav Hájek (-/0/-),
Ervín Křupala (7/0/-) –
Lubomír Faldík (1/0),
Oldřich Gajdoš (-/1),
Josef Hlobil (-/0),
Jiří Konečný (-/0),
Jan Kovář (-/0),
Jiří Křižák (-/12),
Josef Majer (-/16),
Miloslav Novák (-/0),
Otakar Novák (-/0),
Svatopluk Pluskal (23/1),
Václav Sršeň (-/7),
Zdeněk Šajer (-/2),
... Šíra (-/1),
Miroslav Štekl (-/3),
Karel Trojan (-/0),
Vlastimil Vidlička (-/7),
Milan Zapletal (-/10) –
trenéři Otto Šimonek a Josef Kuchynka

### Železničáři Praha
Vladimír Leština (4/0/-),
Miroslav Mader (1/0/-),
Václav Pavlis (21/0/-) –
František Benda (16/1),
Oldřich Bílek (14/1),
Vladimír Dick (9/2),
Ladislav Fišer (22/0),
František Havlíček (25/2),
Miloslav Charouzd (7/0),
Václav Jíra (22/0),
František Koubek (3/2),
Josef Kvapil (23/8),
Miroslav Linhart (15/1),
Ladislav Melichar (6/0),
Ladislav Müller (19/5),
Jiří Pešek (25/17),
František Pikeš (2/0),
Jiří Rubáš (20/1),
František Šindelář (10/0),
Karel Tomáš (3/0),
Josef Vedral (22/0),
Miroslav Wünsch (2/0),
Jiří Žďárský (10/10) –
trenér Antonín Lanhaus

### ČKD Dukla Karlín
Karel Hanáček (-/0/0),
Adolf Štojdl (-/0/0) –
Antonín Balzer (-/1),
Miroslav Beneš (-/0),
Ján Beňuš (-/...),
... Brožek (-/...),
Vladimír Dick (-/0),
Karel Erhard (-/...),
Karel Gerlický (-/4),
František Hájek (-/0),
Antonín Horálek (-/0),
Karel Charvát (-/1),
Josef Král (-/1),
Vlastimil Luka (-/0),
Jaroslav Machač (-/4),
František Malík (-/0),
Karel Müller (-/3),
František Mžika (-/0),
Jaroslav Panec (-/0),
... Pavelka (-/...),
Jiří Polák (-/...),
Miroslav Reif (-/0),
Václav Řezáč (-/3),
Karel Sirotek (-/1),
František Syrůček (-/0),
... Šindelář (-/...),
Karel Vokoun (-/1),
Jiří Zmatlík (-/5),
Bohumil Žák (-/0) –
trenér František Rajgl